# Randwick

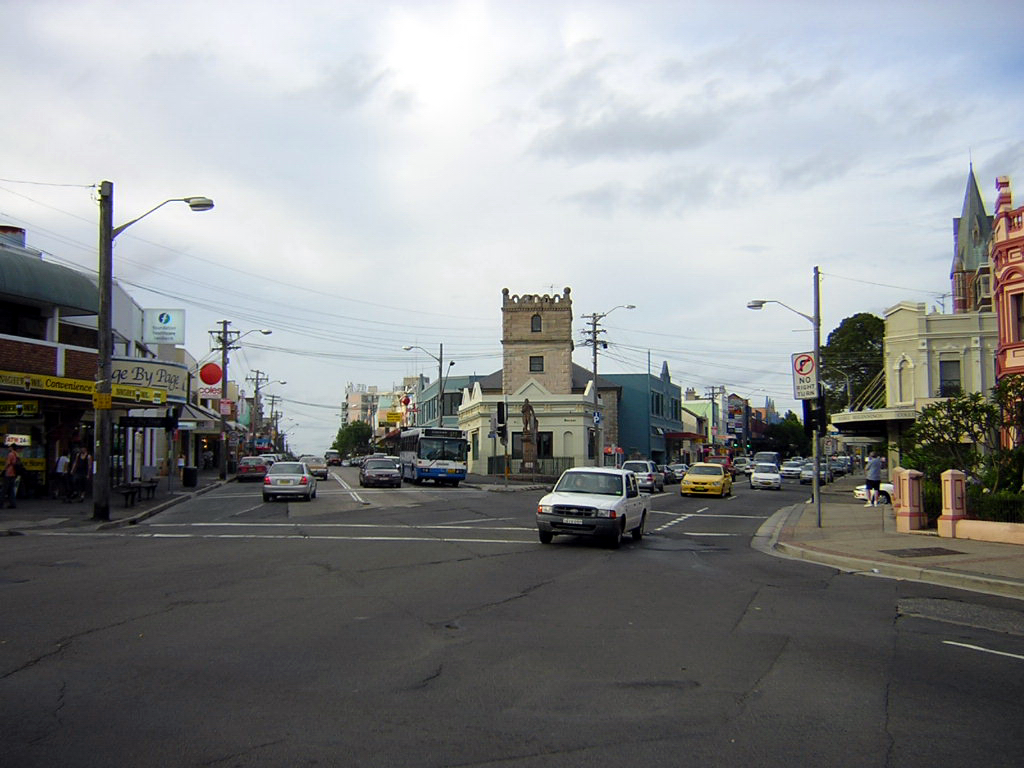
Zentrum von Randwick

Randwick ist ein Stadtteil von Randwick City im Südosten Sydneys, New South Wales, Australien. Er liegt etwa 6 km südöstlich von Sydneys Zentrum (CBD) und ist Verwaltungssitz des Verwaltungsgebiets Randwick City. Es ist Teil der "Eastern Suburbs" (östliche Stadtteile). Randwick ist hauptsächlich eine Wohngegend mit etwa 29.000 Einwohnern.
Des Weiteren befindet sich dort der Randwick Racecourse, auf welchem die wichtigsten Pferderennen Sydneys stattfinden. Außerdem wurden in Randwick vier Papstgottesdienste abgehalten, 1970 mit Paul VI., 1986 und 1995 mit Johannes Paul II. und 2008 mit Benedikt XVI.
Das Prince-of-Wales-Krankenhaus, das Royal Hospital für Frauen und Sydneys Kinderkrankenhaus sind hier angesiedelt. Außerdem grenzt Randwick an den Hauptcampus der University of New South Wales in Kensington und an den Centennial Park.

## Persönlichkeiten
- Syd Gregory (1870–1929), Cricketspieler
- Lauri Kennedy (1896–1985), Cellist
- Jacques Hilling (1922–1975), französischer Schauspieler und Synchronsprecher
- Maeve Plouffe (* 1999), Radsportlerin
- Noah Havard (* 2000), Kanute
- Connor Murphy (* 2001), Dreispringer
- Luka Pršo (* 2001), australisch-kroatischer Fußballspieler